# Anizol
Az anizol színtelen, az ánizsra emlékeztető illatú folyadék (fp. 156 °C). Innen a neve: a görög άνισον szó ánizst jelent. Származékai számos természetes és mesterséges illatanyagban megtalálhatók. A cserebogár feromonja.
Túlnyomórészt mesterségesen állítják elő, és illatanyagok, feromonok és gyógyszerek szintézisére használják.

## Fordítás
Ez a szócikk részben vagy egészben  az   Anisole című angol Wikipédia-szócikk fordításán alapul.  Az eredeti cikk szerkesztőit annak laptörténete sorolja fel. Ez a jelzés csupán a megfogalmazás eredetét és a szerzői jogokat jelzi, nem szolgál a cikkben szereplő információk forrásmegjelöléseként.